# Liste de poètes de langue espagnole
Cet article répertorie des poètes ayant écrit en langue espagnole.

## Argentine
- Jorge Luis Borges (1899 - 1986)
- Carlos Gallegos  (1966-)
- Alicia Ghiragossian (1936 - 2014)
- Norma Menassa (1938 -)
- Enrique Molina (1910 - 1997)
- Olga Orozco (1920 - 1999)
- Alejandra Pizarnik (1936 - 1972)
- Bernardo Schiavetta (1948
- Alfonsina Storni (1892 - 1938)
- Domingo Zerpa (1909 - 1999)

## Bolivie
- Mauricio Ochoa Urioste (1978-)

## Canada
- Pedro Serrano (1957 -)

## Chili
- Sergio Badilla Castillo (1947 -)
- Cristián Berríos (1975 -)
- Vicente Huidobro (1893 - 1988)
- Pablo Jofré  (1974 -)
- Enrique Lihn (1929 - 1948)
- José Maria Memet (1957 -)
- Gabriela Mistral, née Lucila Godoy, (1889 - 1957) — Prix Nobel de littérature 1945
- Eliana Navarro (1920 - 2006)
- Pablo Neruda, né Neftalí Ricardo Reyes, (1904 - 1973) — Prix Nobel de littérature 1971
- Nicanor Parra (1914-)
- Pablo de Rokha (1894 - 1968)
- Gonzalo Rojas (1917 - 2011) — Prix Cervantes 2003
- David Rosenmann-Taub (1927 -)
- Eugenio Cruz Vargas (1923 - 2014)

## Colombie
- Porfirio Barba-Jacob (1883 - 1942)
- Fidel Cano Gutiérrez (1854 - 1919)
- Germán Pardo García (es) (1902 - 1991
- Rafael Pombo (1833 - 1912)
- José Eustasio Rivera (1888 - 1928)
- José Asunción Silva (1865 - 1896)

## Costa Rica
- Roxana Pinto (1943 - )

## Cuba
- José Martí (1853 - 1895)
- Juana Borrero (1877 - 18956)
- Nicolás Guillén (1902 - 1989)
- Carilda Oliver Labra (es) (1924 -)
- Pablo Armando Fernández (1929 -)

## République dominicaine
- Pedro Henríquez Ureña (1884 - 1946)

## Équateur
- Jorge Carrera Andrade (1903 - 1978)
- Carlos Bazante (1914 - ?)
- Alejandro Carrión (es) (1915 - 1992)
- Nelson Estupiñán Bass (1912 - 2002)
- Joaquín Gallegos Lara (1911 - 1947)
- Enrique Gil Gilbert (es) (1912 - 1973)
- Jorge I. Guerrero (1913 - ?)
- Hugo Larrea Andrade (1907 - ?)
- Ignacio Lasso (1911 - ?)
- Violeta Luna (1943-)
- José Alfredo de Llerena (es) (1912 - 1977)
- Nela Martínez Espinosa (es) (1912 - 2004)
- Adalberto Ortiz (es) (1914 - 2003)
- Rodrigo Pachano Lalama (1910 - ?)
- Jorge Isaac Robayo (1911 - 1960)
- Augusto Sacoto Arias (1907 - ?)
- Carlos Suárez Veintimilla (1911 - ?)
- Humberto Vacas Gómez (1913 - ?)
- Pedro Jorge Vera (1914 - 1999)
- Atanasio Viteri (1908 - ?)

## Espagne
- Rafael Alberti (1902 - 1999)
- Vicente Aleixandre (1898 - 1984) — Prix Nobel de littérature 1977.
- Dámaso Alonso (1898 - 1990)
- Martha Asunción Alonso (1986 -)
- José Antonio Balbontín (1893-1977)
- Amalia Bautista (1962 -)
- Jaime Gil de Biedma (1929 - 1990)
- Gustavo Adolfo Bécquer (1836 - 1870)
- Julio Béjar ((1987 - )
- Gonzalo de Berceo (1196 ? - 1264 ?)
- José Manuel Caballero Bonald (1926 -)
- Margalida Caimari Vila (1839 - 1921)
- Ángel Caffarena (1914 - 1998)
- María Cegarra Salcedo (1899 - 1993)
- Gabriel Celaya (1911 - 1991)
- Luis Cernuda (1903 - 1963)
- Valentín Antonio de Céspedes (1595 - 1668)
- Narciso Alonso Cortés (1875-1972)
- Saint Jean de la Croix (1542 - 1591)
- Antonio de la Cuesta y Sáinz (1864 - 1924)
- Gerardo Diego (1896 - 1987)
- León Felipe (1884 - 1968)
- Vicente Gallego (1963 -)
- Antonio Gamoneda (1931 -)
- Vicente Antonio García de la Huerta (1729 - 1787)
- Federico García Lorca (1898 - 1936)
- José García Nieto (1914 - 2001)
- Pere Gimferrer (1945 -)
- Álvar Gómez de Ciudad Real (1488-1538)
- Luis de Góngora (1561 - 1627
- José Agustín Goytisolo (1928 - 1999)
- Félix Grande (1937 -)
- Jorge Guillén (1893 - 1984)
- Miguel Hernández (1910 - 1942)
- José Hierro (1922 - 2002)
- José María Hinojosa (1904 - 1936)
- Juan Ramón Jiménez (1881 - 1958) — Prix Nobel de littérature 1956.
- María Pilar López (1919 - 2006)
- Luis López Álvarez (es) (1930-)
- Antonio Machado (1875 - 1939)
- Manuel Machado (1874 - 1947)
- Chantal Maillard (1951 -)
- Ana Caro de Mallén (1590-1650)
- Jorge Manrique (1440 ? - 1479)
- Antonio Martínez Sarrión (1939 -)
- Miguel Oscar Menassa (1940-)
- Antonio Mira de Amescua (1577-1644)
- Aroa Moreno Durán (1981-)
- José Moreno Villa (1884 - 1955)
- Gaspar Núñez de Arce (1834 - 1903)
- Juan Laurentino Ortiz (es) (1896 - 1978)
- Juan Panero (es)(1908 - 1937)
- Juan Luis Panero (es) (1942 - 2013)
- Leopoldo Panero (es) (1909 - 1962)
- Leopoldo María Panero (1948-)
- Mariano Peyrou (1971-)
- Valentina Pinelo  (début du XVIIe siècle)
- Emilio Prados (1899-1962)
- Francisco de Quevedo (1580 - 1645)
- Dionisio Ridruejo (1912 - 1975)
- Luis Rosales (1910 - 1992)
- Jaume Sabartés (1881 - 1968)
- Pedro Salinas (1892 - 1951)
- Nicomedes Sanz y Ruiz de la Peña (es) (1905 - 1998)
- Thérèse d'Avila (1515 - 1582)
- Miguel de Unamuno (1864 - 1936)
- José Ángel Valente (1929 - 2000)
- Julieta Valero (1971-)
- Ramón María del Valle-Inclán (1866-1936)
- Alfonso Vallejo (1943-)
- Álvaro Valverde (1959-)
- Garcilaso de la Vega (1501 ? - 1536)
- Lope de Vega (1562 - 1635)
- José Velarde (1848 - 1892)
- José de Villaviciosa  (1589 - 1658)
- José Zorrilla (1817-1893)

## États-Unis
- Dolores Prida (1943 - 2013)

## Guatemala
- Magdalena Spínola (1896 - 1991)

## Honduras
- Ana Arbizú y Flores (1825 - 1903)
- Juan Ramón Molina (1875 - 1908)

## Mexique
- Alexandro Martínez Camberos (1916 - 1999)
- Rosario Castellanos (1925 - 1974)
- Salvador Díaz Mirón (es) (1853 - 1928)
- Manuel Gutiérrez Nájera (es) (1859 - 1895)
- Ramón López Velarde (es) (1888 - 1921)
- Amado Nervo (1870 - 1919)
- Salvador Novo (1904 - 1974)
- Melissa Nungaray (1998-)
- José Emilio Pacheco (1939 -)
- Octavio Paz (1914 - 1998)
- Carlos Pellicer Cámara (es) (1897 - 1977)
- Alfonso Reyes (1889 - 1959)
- Jaime Sabines (1926 - 1999)
- Sor Juana Inés de la Cruz (1651 - 1695)
- Xavier Villaurrutia (1903 - 1950)
- Abigael Bohórquez (es) (1936 - 1995)

## Nicaragua
- Gioconda Belli (1948 -)
- Ernesto Cardenal (1925 -)
- Rubén Darío (1867 - 1916)

## Paraguay
- Josefina Pla (1909 - 1999)

## Pérou
- César Vallejo (1892 - 1938)

## Philippines
- José Rizal (1861 - 1896)
- Marcelo H. del Pilar (1850 - 1896)

## Porto Rico
- Julia de Burgos (1916 - 1953)

## Uruguay
- Mario Benedetti (1920 - 2009)
- Cristina Peri Rossi (1941 -)